# Park Ridge, Wisconsin
Park Ridge är en ort (village) i Portage County i Wisconsin i USA. Vid 2010 års folkräkning hade Park Ridge 491 invånare.